# Купала
Купа̀ла (на руски: Купа̀ла, Купа̀ло; на украински: Купа̀ло, Купа̀йла) е фолклорно-митологичен персонаж, вероятно божество, почитано от източните славяни; основна фигура в празненствата в деня на лятното слънцестоене (22 - 23 юни). В източнославянския фолклор този празник е известен като Иван Купала, което е народното прозвище на св. Йоан Кръстител, тъй като наслоените по-късно християнски вярвания отнасят този ден към рождението на светеца. Българският еквивалент на празника е Еньовден.
Във фолклора Купала представлява кукла (чучело), направена за празника (наричана на някои места в Беларус и Маря). По време на празненствата тази кукла била ритуално удавяна във вода; същевременно са разпалени големи огньове, които са прескачани от участниците в обреда с цел осигуряване на плодородие.
Митът за Купала се реконструира по многобройните празнични песни, обредите и др. фолклорни мотиви. Съвременните изследователи виждат в основата му мотива за инцеста между брат и сестра, като този сюжет се тълкува в светлината на взаимовръзките между основните противоположности в мита (огън/вода и т.н.). Основания за това дава и най-важния символ на празника – растенията, чиито съцветия са от два рязко различими цвята: на руски те се наричат „Иван-да-марья“ (Иванчо и Марийка); такава например е двуцветната теменуга (Viola biflora).
Купала се свързва обикновено със слънцето (в купалските обредите символизирано от горящи колела на дълъг прът). Името му се извежда от първото през годината обредно къпане в реката (хипотетична форма *kopadlo), като се съпоставя и с индоевропейския корен *kup- със значение „кипя, страстно желая“ (срв. лат. „cupido“ (Купидон) – „стремеж“), както и с „ku“ („земя“) и „pola“ („пазител“), т.е. „пазител на земята“. Като теоним Купала се появява сравнително късно; в Русия е засвидетелстван през 13 в. (като „Купалия“) и 14 в. (в мн. ч. „Купалы“), споменат е и в Хустинския летопис от началото на 17 в..
Под същото название се среща и женски персонаж, раздаващ цветя при гаданията на празника.